# Historia de los judíos en Ecuador
La historia de los judíos en Ecuador data desde la llegada de los conquistadores españoles y portugueses a América del Sur, cuando junto con ellos arribaron varios grupos de judíos, principalmente sefardíes. Se asentaron en el sur de la Real Audiencia de Quito, especialmente cerca de las ciudades de Loja y Zaruma, aunque también hay historia sefardita en ciudades un poco más al norte como Cuenca o poblaciones que pertenecieron al antiguo corregimiento de Chimbo. Con el tiempo estas comunidades sefarditas fueron asimilándose a la cultura, perdiendo la religión y tradiciones. La historia continúa en la época republicana con los hechos alrededor de la llegada de los primeros judíos asquenazíes en los inicios del siglo XX, y que se intensificó después de la Segunda Guerra Mundial cuando llegaron a Ecuador cerca de tres mil judíos. A partir de esto se creó la comunidad judía que ha ido perdiendo población paulatinamente hasta la actualidad.

## Época colonial

### Los primeros judíos
En el año 1580 se produce en la península ibérica la unión de los reinos de España y Portugal, y Felipe II es el único heredero del trono de ese reino. Muchos portugueses "sospechosos de su fe" comienzan a ingresar al virreinato del Perú por la ciudad recientemente fundada, en la cual la vigilancia de la inquisición era más débil. Las acciones inquisitoriales lograron el efecto de aterrorizar a las familias de cristianos nuevos e impulsarlas a migrar hacia otras regiones del virreinato peruano y preferentemente hacia aquellas donde no existiesen tribunales de la Inquisición.

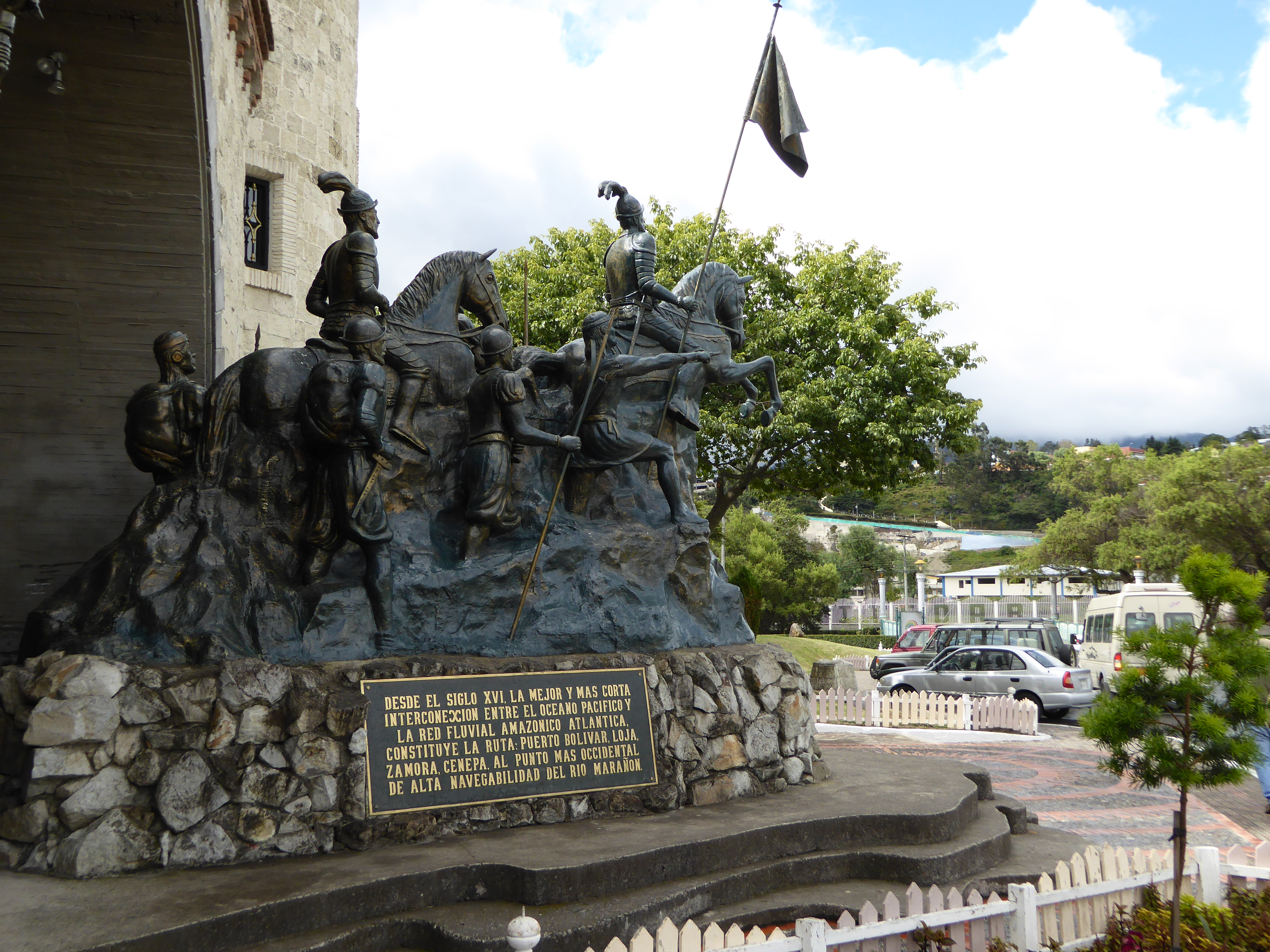
Monumento en Loja a Juan Salinas y Loyola, gobernador de Yaguarzongo y Bracamoros.

Fue así que los “cristianos nuevos” asentados en el virreinato del Perú migraron desde el centro del mismo hacia las zonas exteriores, menos pobladas y controladas, y en particular hacia el sureño Chile y la norteña Audiencia de Quito. Respecto de los que marcharon hacia Quito, su nueva diáspora los llevó primero hacia la gobernación de Juan de Salinas y Loyola (más tarde transformada en el corregimiento de Loja), que, según los estudios de Ricardo Ordóñez Chiriboga, fue un importante centro de radicación de sefarditas. Posteriormente, muchas de esas familias migraron más al norte, hacia el próximo corregimiento de Cuenca, y luego hacia el más septentrional corregimiento de Chimbo (Alausí, Pallatanga y Chimbo), siempre buscando alejarse del poderoso y cruel brazo inquisitorial. Los primeros judíos sefarditas probablemente llegaron a Cuenca y sus poblados próximos entre fines del siglo XVI y comienzos del XVII, aunque parecen haber existido nuevas olas de migración judía hacia esa zona en épocas posteriores. Empero, no cabe negar la posibilidad de que otros sefarditas se hubiesen establecido en este territorio colonial desde los primeros tiempos de la conquista española, como parecen mostrarlo los apellidos de conquistadores llegados con Sebastián de Benalcázar y Pedro de Alvarado. 

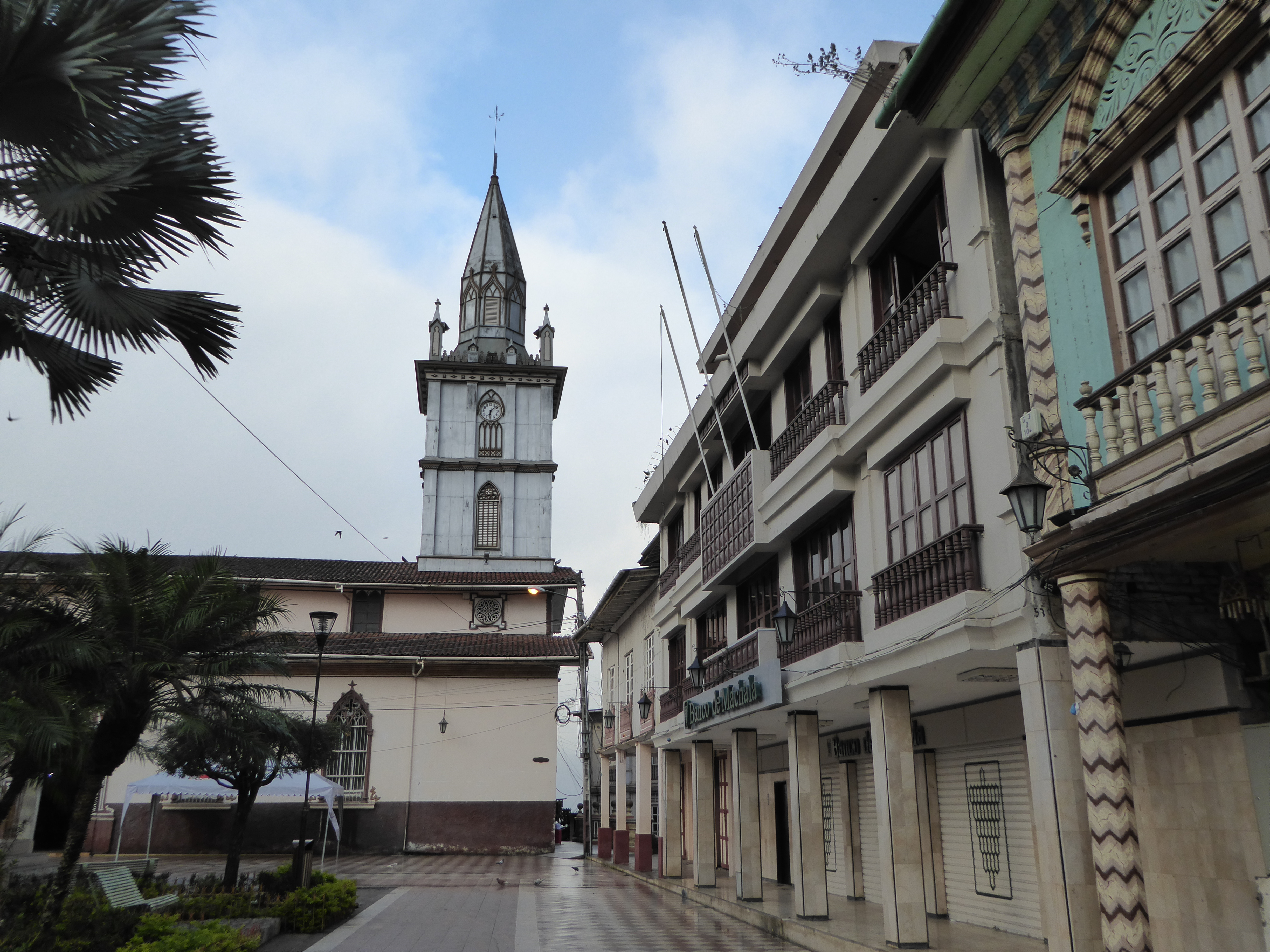
Zaruma

Todo lo antes señalado explica en buena medida la presencia sefardí en zonas auríferas y comerciales de la Audiencia de Quito y en Calacalí, tales como Loja, Zaruma, Cuenca, Santa Isabel, y también en puertos de montaña o centros de comercio en las rutas entre Guayaquil y Quito, como Alausí, Chapacoto, San José de Chimbo, San Miguel de Chimbo y Guaranda, así como en la serranía norte del Perú, debido a su cercanía. Esta presencia de judíos sefarditas se mantuvo oculta durante años en el Ecuador, sin embargo sí existió una concentración de estos asentamientos especialmente en sitios alejados como pueblos que se concentran en la región del sur de Ecuador y el norte de Perú en la actualidad. Por esta razón muchas de las investigaciones históricas se suelen enfocar en las historias de las ciudades de Zaruma y Loja, así como sus provincias respectivas. 
Dentro de la lista de conquistadores que han sido identificados con posible ascendencia judía se encuentra Juan Salinas de Loyola. Varios historiadores como González Suárez o José Rumazo no pudieron encontrar su procedencia familiar. Ahora, con nuevas investigaciones se ha podido determinar que era descendiente de los palacios de Oñaz y Loyola y además era hijo legítimo de Don Bernardo Vélez de Loyola y de Doña Guiomar Fernández. Su abuelo fue Juan Pérez de Loyola por lo que era primo de Don Iñigo López de Mendoza (San Ignacio de Loyola), quien fue sospechoso de judaísmo ante los ojos de la Inquisición. Además sería pariente de Don Juan de Loyola Haro de Molina, quien en el año de 1743 sería procesado por la Inquisición limeña. Otro caso importante es la llegada de la familia de Teresa de Jesús. Alonso Sánchez de Cepeda junto a Beatriz Dávila de Ahumada tendrían nueve hijos: Hernando, Rodrigo, Teresa (santa Teresa), Lorenzo, Antonio, Pedro, Jerónimo, Agustín y Juana. Todos los hombres irían a América y sería Lorenzo de Cepeda quien llegaría a la Real Audiencia de Quito. Cumpliría con varios cargos importantes como el de regidor del cabildo en 1550, tesorero, teniente de gobernador y alcalde. Además su hija, Teresa de Cepeda y Fuentes nacería en Quito. Lorenzo regresaría a España junto a su hija Teresa, aunque una parte de la familia Cepeda se quedaría en la Audiencia de Quito, uniéndose con la familia Abad y administrando un importante obraje. Otra persona importante en el siglo XVII fue Pedro de Mercado importante historiador, místico y escritor de la contrarreforma, de quien Bolívar Echeverría afirmaría que tendría posible ascendencia judía.

### La inquisición

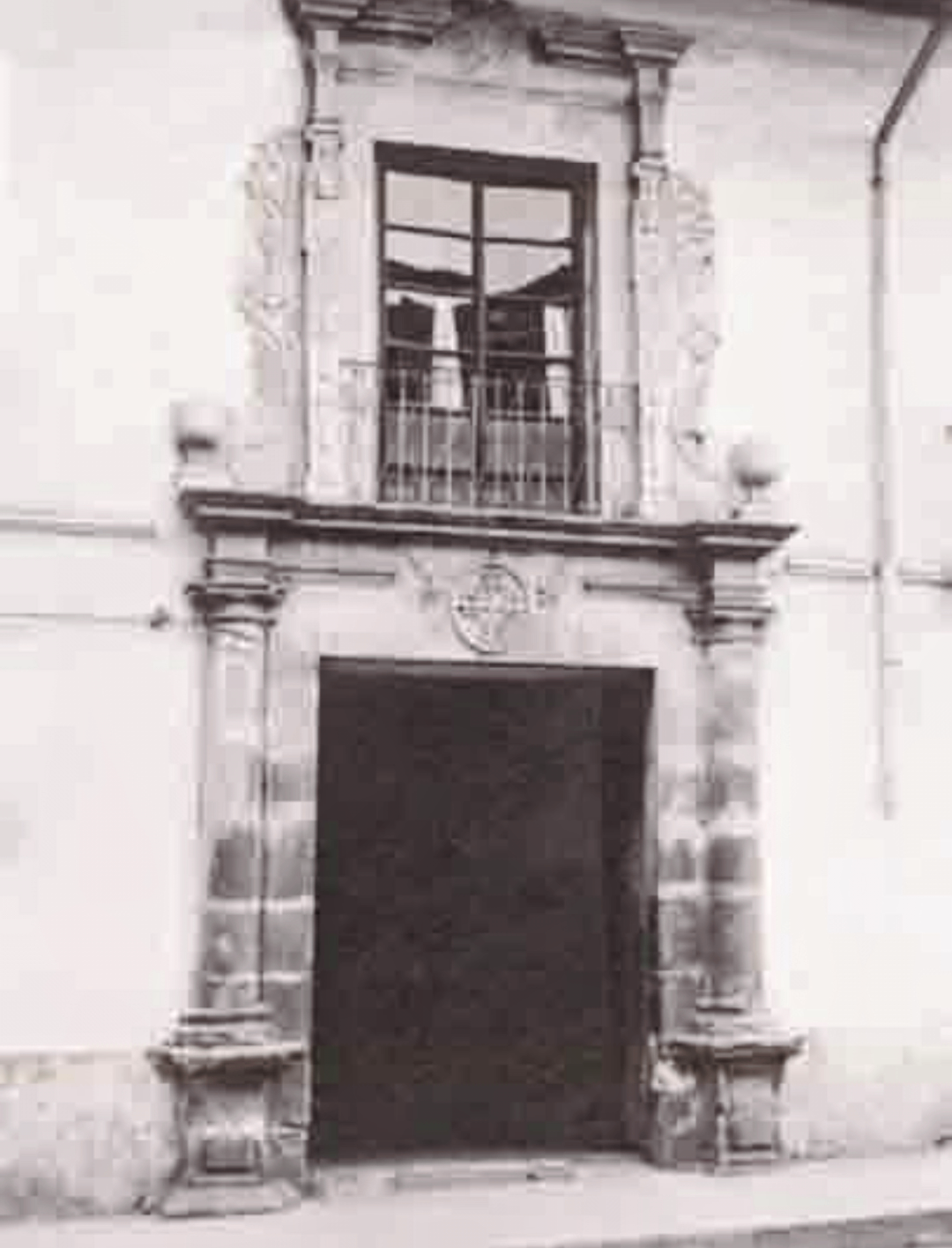
Edificio de la inquisición en la Real Audiencia

En la Real Audiencia de Quito existió un tribunal de la inquisición, dependiente del Tribunal mayor de Lima. Se caracterizó por tener una función más bien moderada y relacionada con delitos como la moral, buenas costumbres, desórdenes sexuales, curas relajados y solicitantes sin embargo, curiosamente, no se ocupó en investigar casos de judíos o judaizantes. A pesar de que por las crónicas se sabía de la presencia numerosa en algunos distritos de la Audiencia de Quito. 
El santo Oficio, establecido en Lima en 1573, empezaría celebrando autos de fe donde perseguía a personas acusadas por distintas causas. Relevante para la historia de la Audiencia de Quito es el tercer auto de fe que sería un domingo 29 de octubre de 1581. Sería como excusa de la llegada de Martín Heríquez, en la que doce personas serían penitenciados en la plaza mayor y uno de ellos condenado a la hoguera. Entre los penitenciados estaba el quiteño Diego de la Rosa, quien se dedicaba a tejer y bordar, y sería acusado por prácticas judías. Por esta razón "abjuró de levi" lo que le permitió ser reconciliado y se le daría como pena seis años de destierro de Quito, cuatro años desterrado de Trujillo y dos años de cárcel. Este es el principal caso de procesos relacionados con judíos, ya que la mayoría de ellos eran por denuncias relacionadas con la moral. Se conoce que el 13 de marzo de 1605, sería penitenciado Miguel de Agreda, quien se dedicaba a la minería y había sido denunciado por los vecinos del "Real de Minas de Zaruma". Su acusación sería de inmoralidad y bigamia. Caso similar sería el de Juan Gallegos de Aparicio quien fuera denunciado por inmoralidad y degradación sexual en la ciudad de Loja en 1616. Uno de los personajes más importantes dentro de este grupo es Simón Ossorio, también llamado Simón Rodríguez, quien había nacido en 1601 en el pueblo de San Codobán de Portugal. Se educó en Flandes y llegó a la Real Audiencia de Quito como apoderado de la duquesa de Lerma ya que administraba sus bienes. Existe poca documentación clara sobre su vida. Llegó a América supuestamente con limpieza de sangre y de nobleza, que intentó probar documentadamente en Madrid. Sin embargo, cambió varias veces de identidad y de padres. Vivió en Lima donde se relacionó con otros judíos y se sabe que enseñaba las tradiciones judías y del calendario hebreo (luaj) que había traído desde Flandes. Ayudó a otros judíos a obtener sus documentos para pasar por cristianos viejos y cobraba por aquello. Fue detenido en diciembre de 1637, con los documentos falsos e inversiones en la flota holandesa del Brasil. Salió al auto de fe de Lima del 23 de enero de 1639 con una condena de cien azotes en público, a remar en galeras durante seis años a ración y sin sueldo y a expulsión perpetua de América. 

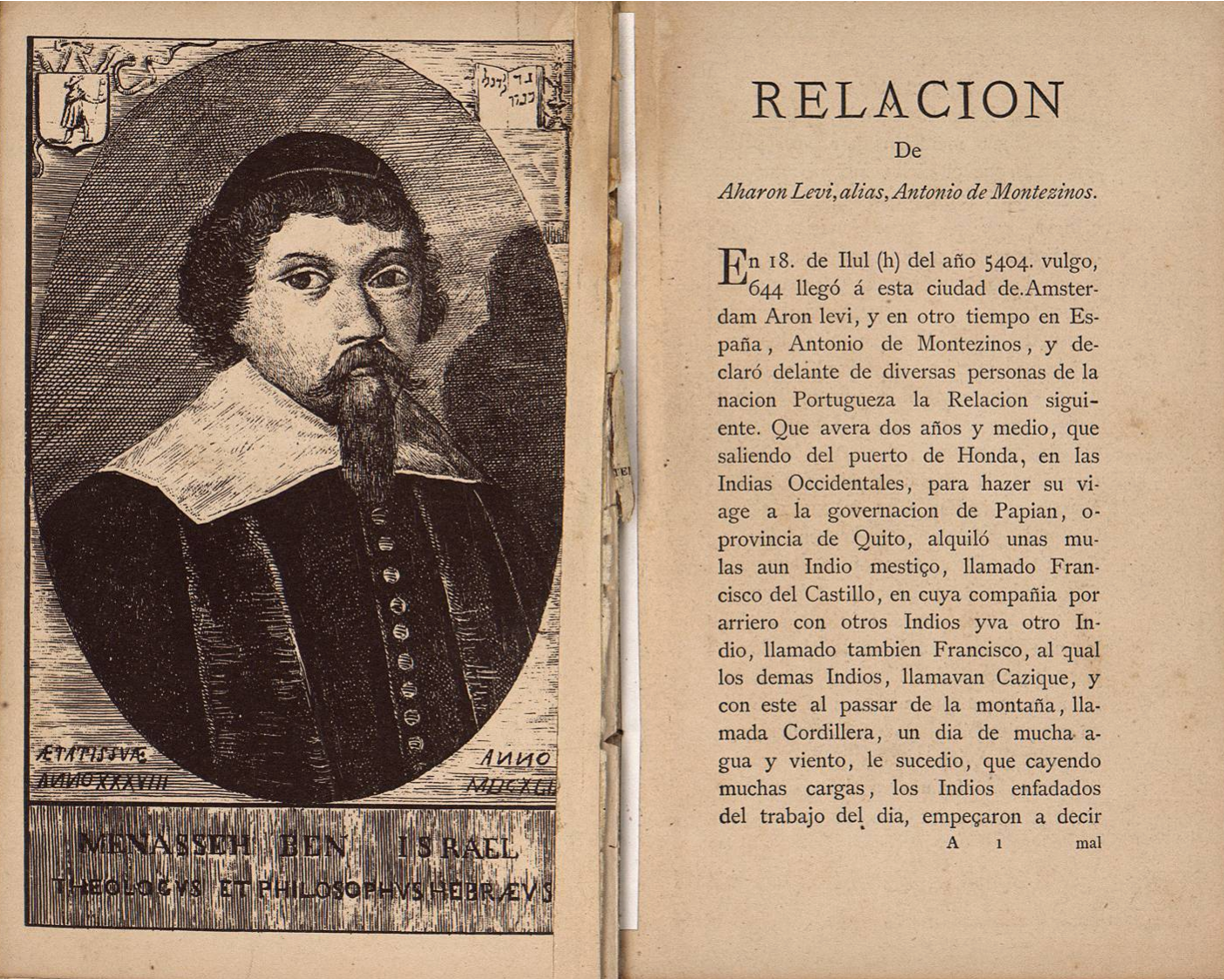
Relación escrita por Antonio de Montesinos

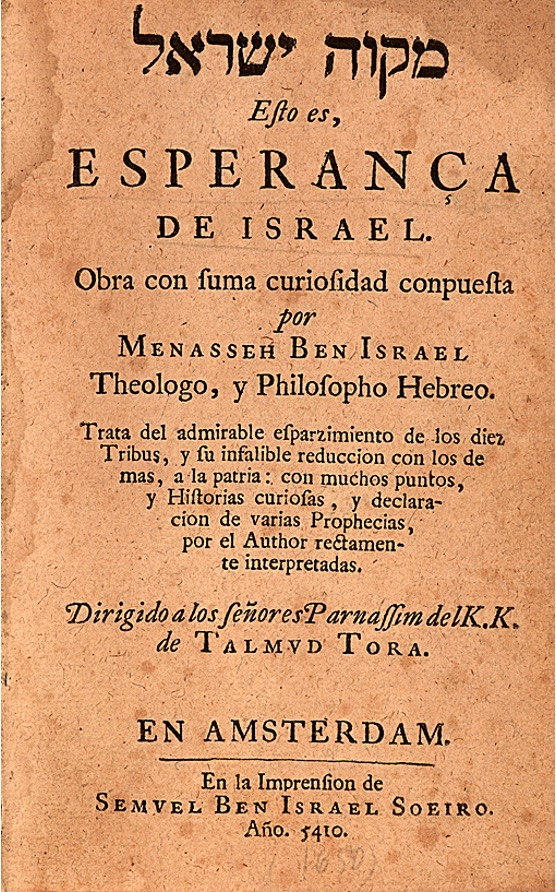
Portada del libro Esperanza de Israel

Una de las obras más importantes al respecto es el libro La Esperanza de Israel por el rabino y cabalista Menasseh Ben Israel quien publicaría una relación de Aaron Levi, alias Antonio de Montesinos, sobre su paso por la provincia de Quito en la ciudad de Popayán y su interacción con indígenas. El objetivo de esta publicación era recibir apoyo de indígenas contra la iglesia y el imperio católico español de esa época. Se especulaba además algún parentesco entre los indígenas y las tribus perdidas de Israel que se habrían dispersado por el resto del mundo y existía la posibilidad de que hayan llegado a América antes de que Colón descubriese el continente. Esta publicación se popularizaría mucho en Ámsterdam, ciudad muy abierta y más hospitalaria con los judíos, en especial los sefarditas que habrían sido expulsados de la península ibérica.
Parte de la historia de la inquisición en Ecuador, es decir de la oficina del santo Oficio de Quito, se desconoce por la demolición del edificio donde funcionaba y por la quema de sus documentos. Respecto a los registros, fueron incinerados en lo que sería en su momento la hacienda San Agustín del Callo de la orden dominica, durante la revolución liberal (ocasión que sirvió para la quema de varios archivos). Por su parte el edificio era una casa colonial del siglo XVII que se ubicaba en lo que ahora son las calles Bolívar y Venezuela. Sería derribada a mediados del siglo XX por el IESS, quien había rematado el inmueble para en su lugar construir un edificio moderno. Algunos rumores decían que se derribó la casa para buscar un "tesoro de doblones de oro" que se había enterrado en aquel lugar por los inquisidores. Esta institución sería abolida por primera vez el 23 de septiembre de 1813 durante las cortes de Cádiz. Los dos diputados que habían representado a la Audiencia, Mejía y Olmedo, habían sido perseguidos por esta institución. Se restauró el 16 de enero de 1815 hasta que se la abolió de manera definitiva el 18 de septiembre de 1820.

### El establecimiento de las comunidades
Las comunidades que se asentaron, de las que se carece documentación histórica, son llamadas "comunidades de individuos mudos" por el historiador Dr. Haim Avni. La tradición popular recogida en las investigaciones históricas narra:

Según la memoria popular, esta población blanca de origen judío que venía huyendo de los autos de fe de la Inquisición limeña, ingresó a tierras del Corregimiento a través de las márgenes del los ríos Chira y Catamayo y fue estableciéndose en sus vegas constituyendo grupos pequeños, compactos y endogámicos muchos de los cuales guardan hasta nuestros días el recuerdo de haber llegado hasta estas tierras procedentes del Perú y varios de ellos mantienen aun relaciones de amistad y parentesco con sus similares del norte de este país, es más al recorrer las hoyadas del río Catamayo encontramos un barrio llamado “Carmona”, perteneciente a la parroquia Lourdes del Cantón Paltas, que nos hace recordar el nombre de la antigua judería próxima a Sevilla donde estallaron los primeros levantamientos antijudíos de España en 1391, y vimos, la mayor parte de los encausados en “La Gran Complicidad” fueron judíos procedentes de Sevilla o Portugal. Los denominados “sucos del río”, a los cuales la tradición los señala como de origen judío, se asentaron en las margenes del río Catamayo y formaron los pueblos de Carmona, Las Cochas, San Vicente de Río, Limón Vega y la Concepción, manteniéndose allí aislamiento que hizo de ellos un grupo social separado y muchas veces endogámico, renuente a integrarse a la vida provincial practicamente hasta nuestros días; constituyéndose por lo tanto en el conglomerado social más radical y conservador de su ideología, tradiciones usos y costumbres.
Ricardo Ordóñez Chiriboga - La herencia sefardita en Loja

Una tradición importante que se pervivió en Cuenca y Loja era colocar una vela en la ventana, con el fin de que otros judíos que llegaban de Perú pudieran identificarlos. A esto se suma el sospechoso sigilo con el que se desarrolló la actividad minera en Zaruma a tal punto que en 1636 enviaron una carta al Virrey de la Nueva Castilla para pedir que se suspendan las visitas que los Oidores “porque siembran disgustos entre los mineros y alteran la paz de los vecinos” y porque mineros y vecinos se negaban a dar información a los Oidores, ocultando sus nombres, origen y actividades.

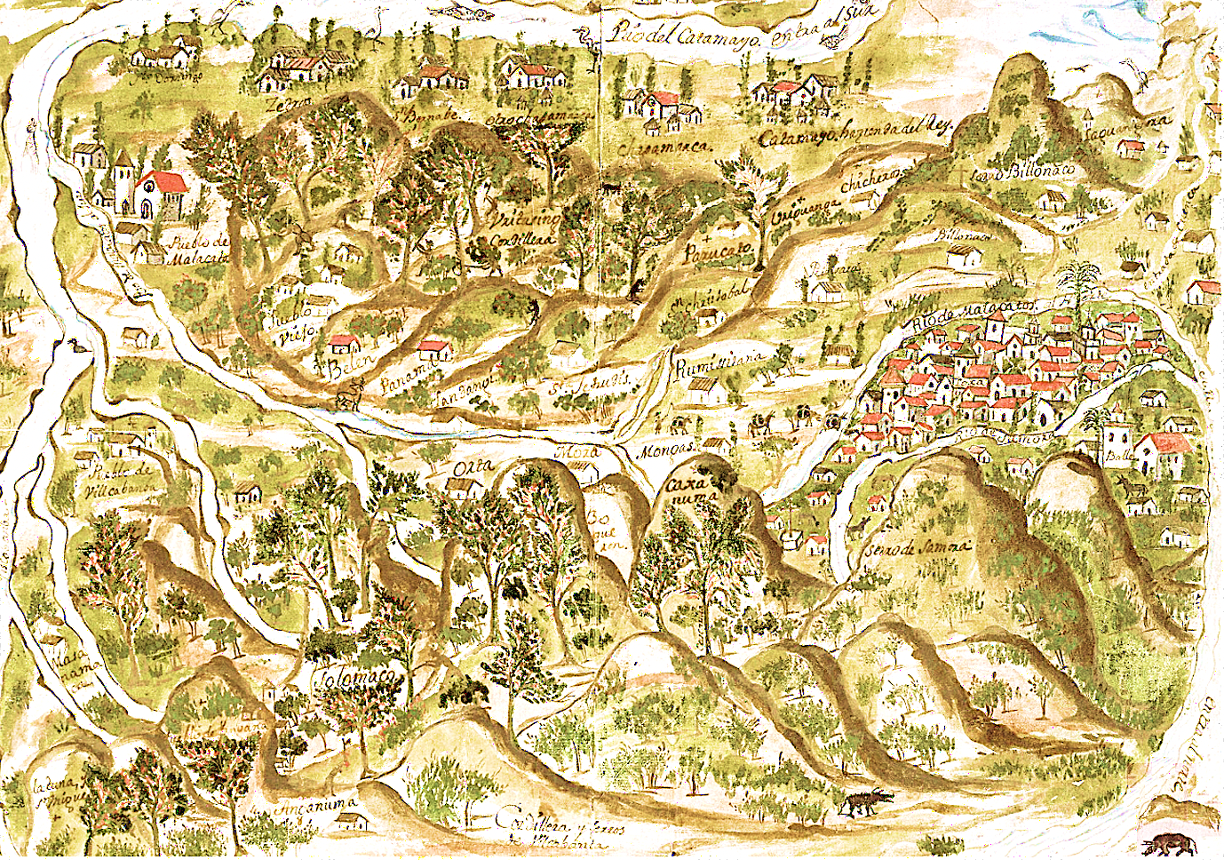
Mapa de la Provincia de Loja con los montes donde crecía la quina con la que comerciaban judíos.

Contrario a la percepción actual de las minas de Zaruma, muy influenciado por el poema Boletín y elegía de las mitas donde narra exclusivamente la imaginada situación de los indígenas en dicho lugar, un antiguo informe de 1639, afirma que ahí trabajaban “negros, españoles holgazanes y extranjeros (portugueses)”. A todo esto se suma una antigua crónica perteneciente a la sinagoga hispano-portuguesa de Ámsterdam con información al respecto, según el testimonio de Aharon Levi o Antonio de Montezinos que contó al rabino sefaradita Menashén Ben Israel “acerca de su hallazgo en plena cordillera de tribus hebreas en 1644”, que se encontraba dentro de la Audiencia de Quito. A juicio del investigador Ricardo Ordóñez esto pudo tener incluso efectos en la disminución y decadencia del Santuario Católico del Cisne en esos años, por la falta de fieles. Este santuario fue una de las maneras de impulsar la fe católica como parte de la estrategia general de la iglesia para lograr conversiones masivas en toda la monarquía española. Por otro lado la forma de trabajo en esta región fue distinta a los obrajes alrededor de Quito. Los mineros se dedicaron a trabajar la tierra y conformaron sociedades similares a las que había en Andalucía y los Balcanes. Esta forma de contrato se conoce como "arrimazgo" y consistía en que el propietario de una hacienda entregara a sus trabajadores una cantidad de tierra para que la trabajen a cambio el trabajador (o arrimado) hacía producir el resto de la propiedad del hacendado y cuidaba el ganado. Esto es distinto de los huasipungos que caracterizaron el norte de Ecuador. Por otro lado, dentro de las costumbre que se recogen, se encuentra la preparación de los "cemas" o "semas" que son panes sin levadura.
Más allá de la relación entre el ladino y español, algo que se pudo ver influenciado de manera general por la historia de España y no de forma particular por el asentamiento de sefarditas en el sur de Ecuador, existen sin embargo palabras muy características solo de esta región que quedan como rezagos de esta historia. En específico dos sustantivos ladinos son muy comunes solamente ahí: buraco y huerco. El primero significa agujero y el segundo diablo. Se conoce que la gente de Mercadillo, Cantón Puyango lo usan en el refrán: “este es el diablo, en lugar del huerco”. También característico es Jorupe, que se usa para referirse a cosas pequeñas o insignificantes, indistitnamente si son caseríos, cerros, haciendas, quebradas o árboles. También se dice muchicas a las piedras redondas que se usan para moler sobre un batán. Lambedero se refiere a una pequeña quebrada con poco caudal donde beben animales. Sayos, es decir faldas, que también se refieren a las quebradas con ríos donde se lava ropa. A esto se suma la similitud que existe en las costumbres funerarias que persistieron hasta el siglo XX:

El difunto era despojado de todas sus alhajas, adornos y calzado e inmediatamente se lo amortajaba con sábana nueva o con el hábito de la cofradía a la cual se pertenecía; el ataúd era sumamente austero y sencillo, generalmente de tablas sin cepillar y cubierto con un paño negro, a la cabecera de éste se colocaba un cirio o un velón para que acompañara el cadáver.
Ricardo Ordóñez Chiriboga - La herencia sefardita en Loja

En la actualidad la historia de los judíos es tomada en cuenta dentro de los distintos estudios genéticos como una de los posibles orígenes, además del origen indígena, negro y español (con este último hay intersecciones por la historia común). En particular, un estudio sobre la diversidad genética de Loja encontró que no se pudo establecer una estructura genética en la población de las ciudades de Saraguro y Loja, lo que se puede deber a la mezcla con españoles y judíos que se asentaron en la actual provincia de Loja.

## Época republicana

### Inicios

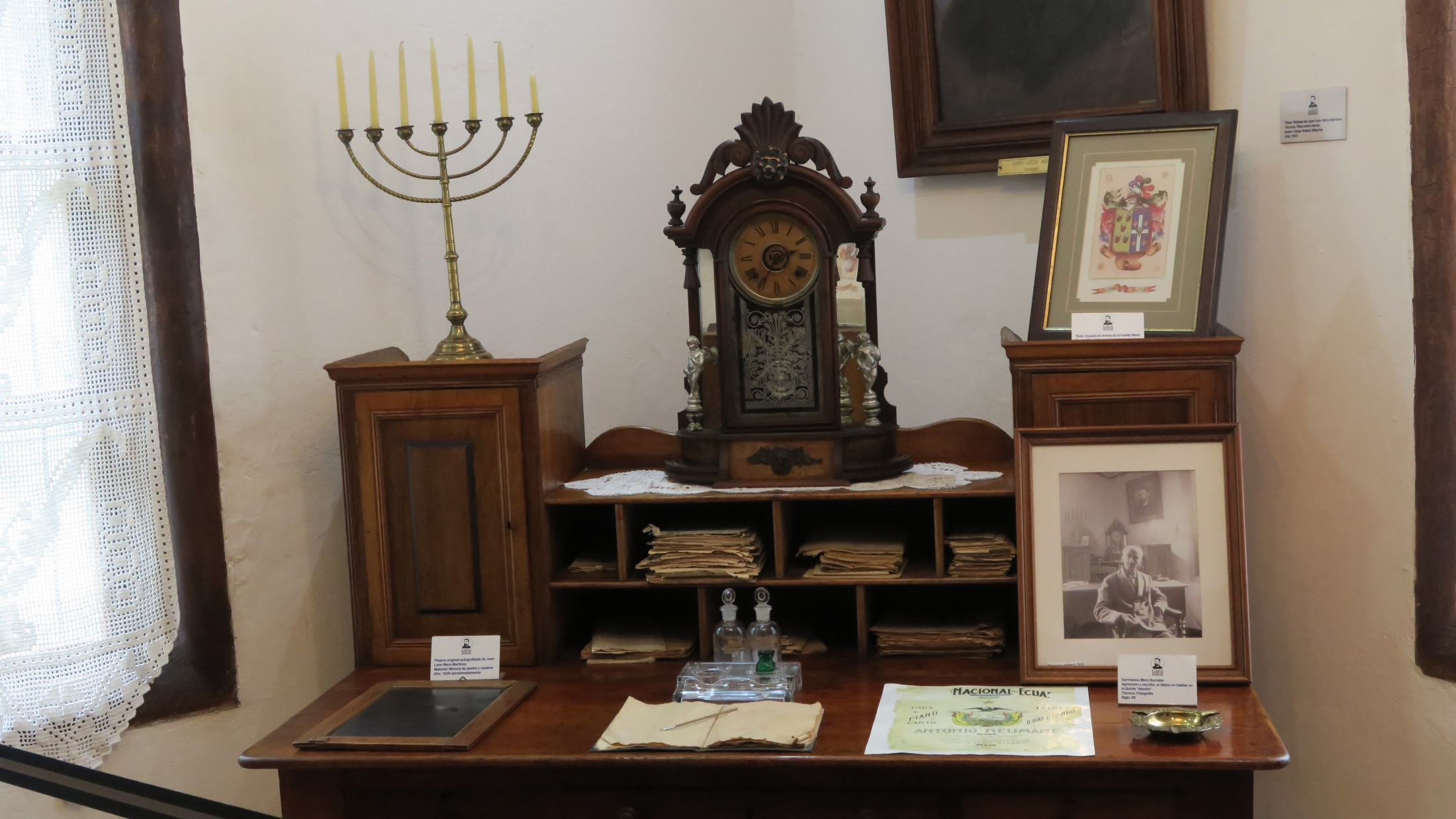
Hacienda de Juan León Mera donde se exhibe una menorá.

En los siglos posteriores llegaron al Ecuador inmigrantes judíos asquenazíes. Según las investigaciones de Ernesto Lehmann, uno de los primeros judíos en llegar Ecuador durante la época republicana fue Julio Rosenstock a principios del siglo XIX. Sería Eloy Alfaro quien lo llevaría a Ecuador con el fin de participar en la construcción del ferrocarril. Otro caso importante fue el de Leónidas Gilces y su hermano menor Ángel, quienes se dedicarían a la agricultura y ventas que, según a Carlos Liebman, lo ayudaron a llegar a la capital con su librería, que llegó a ser la más importante de la capital. Simón Goldberg, que había tenido una librería en Berlín, la librería Goethe de libros antiguos que aportaron a la difusión de la lectura. Vera Kohn fue psicóloga y profesora, tareas que a mediados del siglo no eran de interés de las mujeres ecuatorianas, que solían vivir regaladas en sus casas, carentes de inquietudes intelectuales y solo preocupadas por la vida social.  Antes de la Segunda Guerra Mundial llegaron decenas de judíos provenientes de Polonia, Hungría y Alemania, sin embargo la mayoría de ellos se radicó luego en Argentina, donde el gobierno de Perón abrió las puertas a la inmigración judía y en menor medida a Chile.

### El aumento de la inmigración
Los principales aspectos de la inmigración judía se centra en el período comprendido entre 1933 y 1945. Decenas de judíos italianos llegaron a Ecuador, sobre todo, después de que fueron aprobadas las leyes raciales fascistas en Italia en 1938. Durante la primera presidencia de Velasco Ibarra, entre 1934 y 1935, el Ecuador hizo un llamado a los científicos y técnicos judíos que habían perdido sus empleos en Alemania.

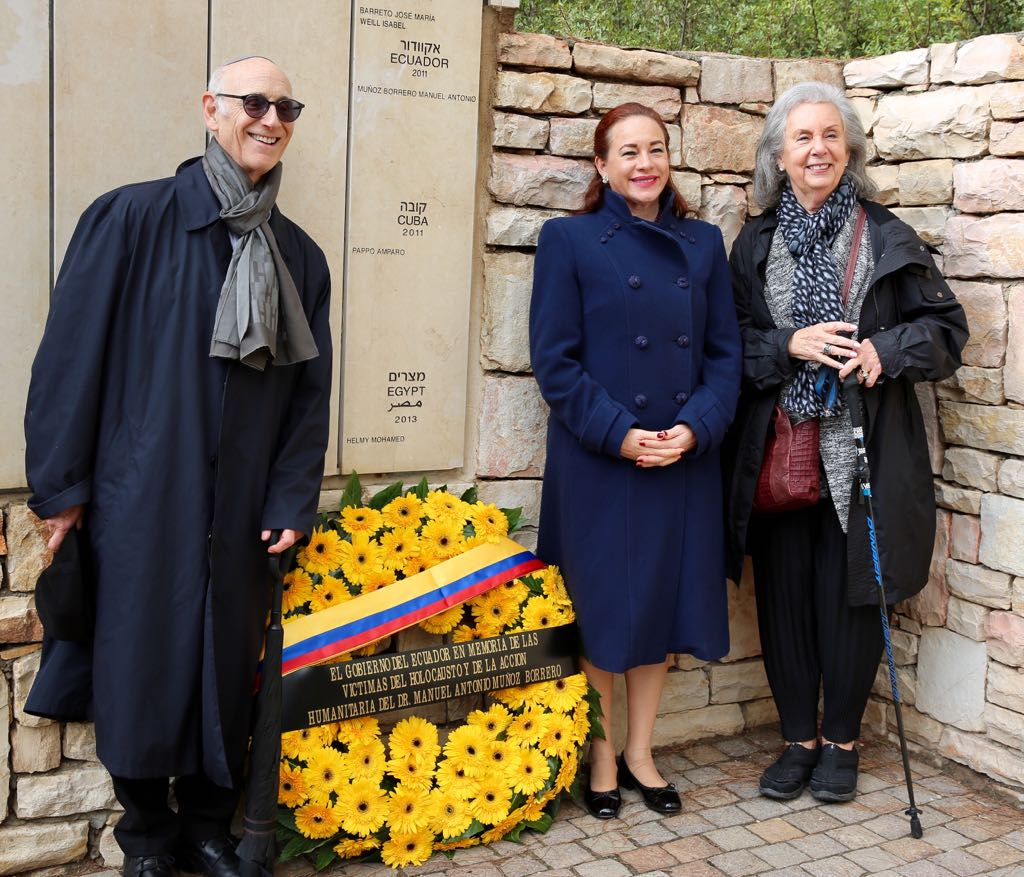
Homenaje a Manuel Antonio Muñoz Borrero

Dos años más tarde en 1937, el general Alberto Enríquez Gallo asume el poder como dictador y cambió la postura diplomática de Ecuador acercándose a Alemania, llegando a firmar un tratado comercial, además de expulsar a los judíos del Ecuador en 1938. Este sin embargo fuer revocado antes de su aplicación completa. Posteriormente se haría una reforma de la ley migratoria que favoreció a los judíos que desearan dedicarse a la agricultura, antes que al comercio. Sin embargo, la posición de Ecuador en esos años no estaba definida y funcionarios del gobierno y futuros presidentes como Arroyo del Río continuaron con las relaciones con Alemania. Por esta razón se condecoraría con la Orden del Águila Alemana, al canciller de Ecuador Julio Tobar Donoso, en 1940 quien había intentado a través de la política migratoria evitar que judíos entren a Ecuador, esto en el contexto de que Manuel Antonio Muñoz Borrero, se encontraba emitiendo pasaportes ecuatorianos en Estocolmo a judíos para que puedan huir durante la guerra. Muñoz Borrero no sería el único puesto que el cónsul Ernesto Fuchs habría entregado alrededor de 500 visas que, incluyendo a menores de edad, equivaldrían a entre 1.500 y 1.800 judíos de origen checo. Algo similar sería el caso de José Ignacio Burbano, Cónsul en Bremen. Sin embargo mientras los diplomáticos en el exterior ayudaban a judíos, las relaciones al interior de Ecuador se mantuvieron con Alemania. Por esta razón recibiría un préstamo de 34 millones de dólares que los nazis habían incautado a los judíos para ser invertido en proyectos de desarrollo. Además, Ecuador fue el destino de Walter Rauff, quien vivió en Quito entre 1948 y 1958 y luego fue a Chile, donde murió en 1984.

### Creación de la comunidad judía

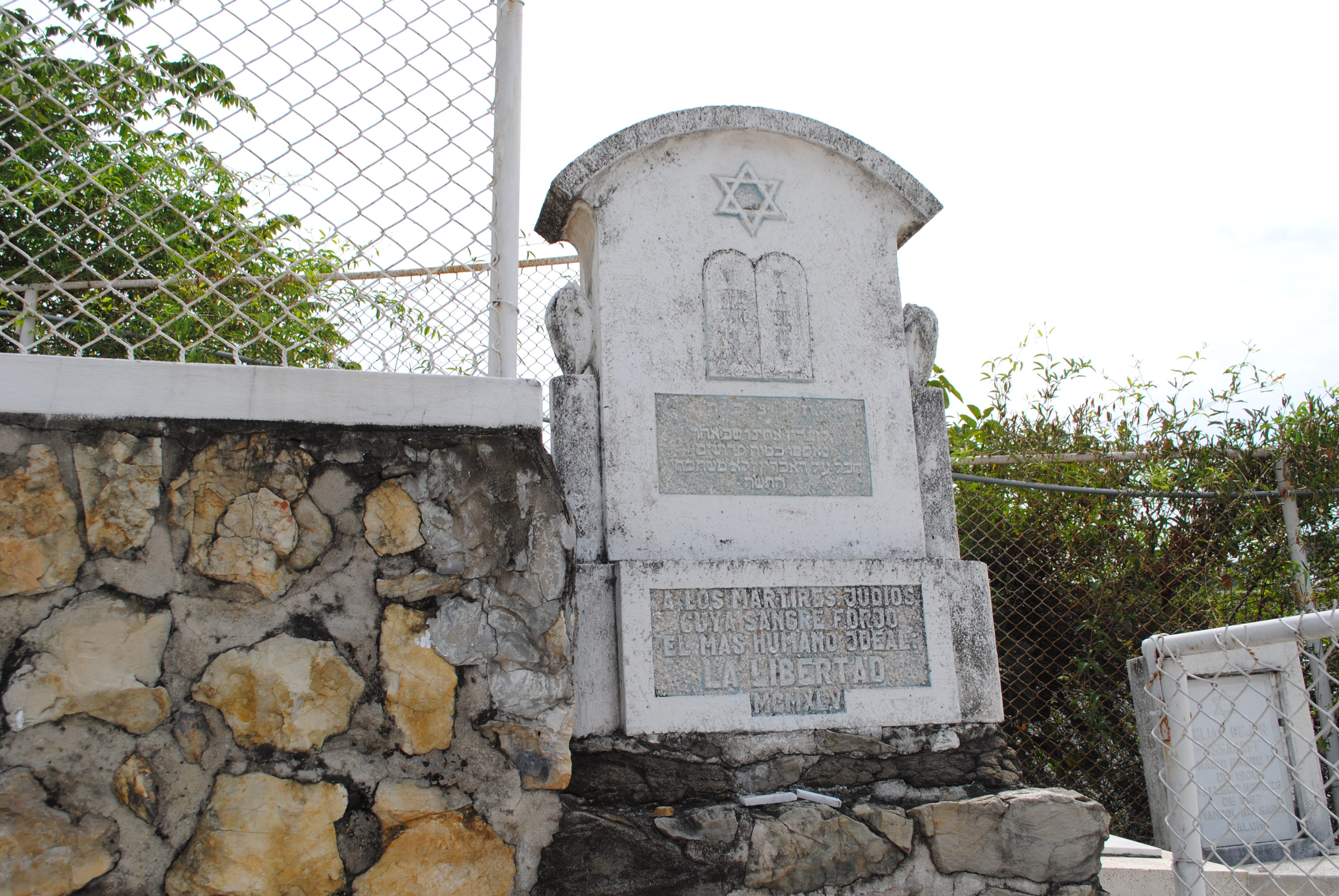
En el Cementerio General de Guayaquil

El surgimiento de la comunidad judía en Ecuador fue diferente al de los principales centros judíos de América Latina. La mayoría de las comunidades judías de América Latina se establecieron en los últimos años del siglo XIX y las primeras décadas del XX. Aunque en Ecuador si se registra el ingreso de judíos, chinos y libaneses durante esta época, la comunidad se crearía más tarde. Sería pues en el transcurso de menos de una década, a partir de finales de los años treinta, y tuvo como causa directa el Holocausto. A partir de 1941, la normativa de inmigración ecuatoriana para los judíos fue una de las más liberales de América Latina. No sólo se facultó a los cónsules ecuatorianos para expedir visados de entrada a personas que carecían de pasaporte, sino que se redujeron drásticamente los depósitos para los nuevos inmigrantes. En general, durante el siglo XX la población judía fluctuó aumentando en los inicios debido a la llegada de judíos en las primeras décadas, llegando a ser cerca de 3 mil habitantes en 1945 y aumentando hasta 4 mil en su pico de 1950. Durante la década de los cuarenta Benno Weiser, periodista dedicó varios escritos a defender a los judíos y narrar la historia de dicha en esos años. Se organizarían logrando crear instituciones que articulen la comunidad, siendo las primeras entidades la filial local de la organización internacional de ayuda Hicem y la Asociación de Beneficencia Israelita, creadas en 1938 y que se dedicaban a funciones religiosas, culturales y sociales.
La red de organizaciones creada por los judíos en Ecuador se creó de manera rápida. La "Asociación de Beneficiencia Israelita" se fundó en Quito en 1938 y sigue siendo la principal organización para todas las actividades judías en la ciudad. A mediados de los años cuarenta, la comunidad contaba con una red institucional considerable. Organizaciones sociales voluntarias como "B'nai B'rith", "Maccabi", "Wizo", etc. se complementaban con organizaciones culturales como la "Comunidad de Culto Israelita", una institución cooperativa de crédito y con dos periódicos comunitarios, uno alemán y otro español. Todas estas instituciones funcionaban además de los servicios comunitarios normales, como un tribunal de arbitraje y los servicios rabínicos rutinarios. La mayoría de las instituciones y organizaciones siguen activas hoy en día entre los cuantitativamente disminuidos pero todavía bien organizados judíos de Quito. La red institucional se complementaba con una escuela judía, que no existió hasta 1970. Durante la década de los treinta y cuarenta también se registra la llegada de familias judías de origen alemán, polaco y checoslovaco a Cuenca. De acuerdo a las políticas migratorias se dedicarían inicialmente a la agricultura, sin embargo estos intentos iniciales fracasaron. Por esta razón empezarían a dedicarse a la industria del sombrero de paja toquilla, así como en el comercio de la quinina o chinchona, actividad económica que hacían los sefarditas durante la colonia. La Exportadora Dorfzaun y la empresa de cárnicos de Karl son ejemplos de su éxito. Dentro de las actividades comerciales introdujeron la venta a plazos que fue un avance financiero.

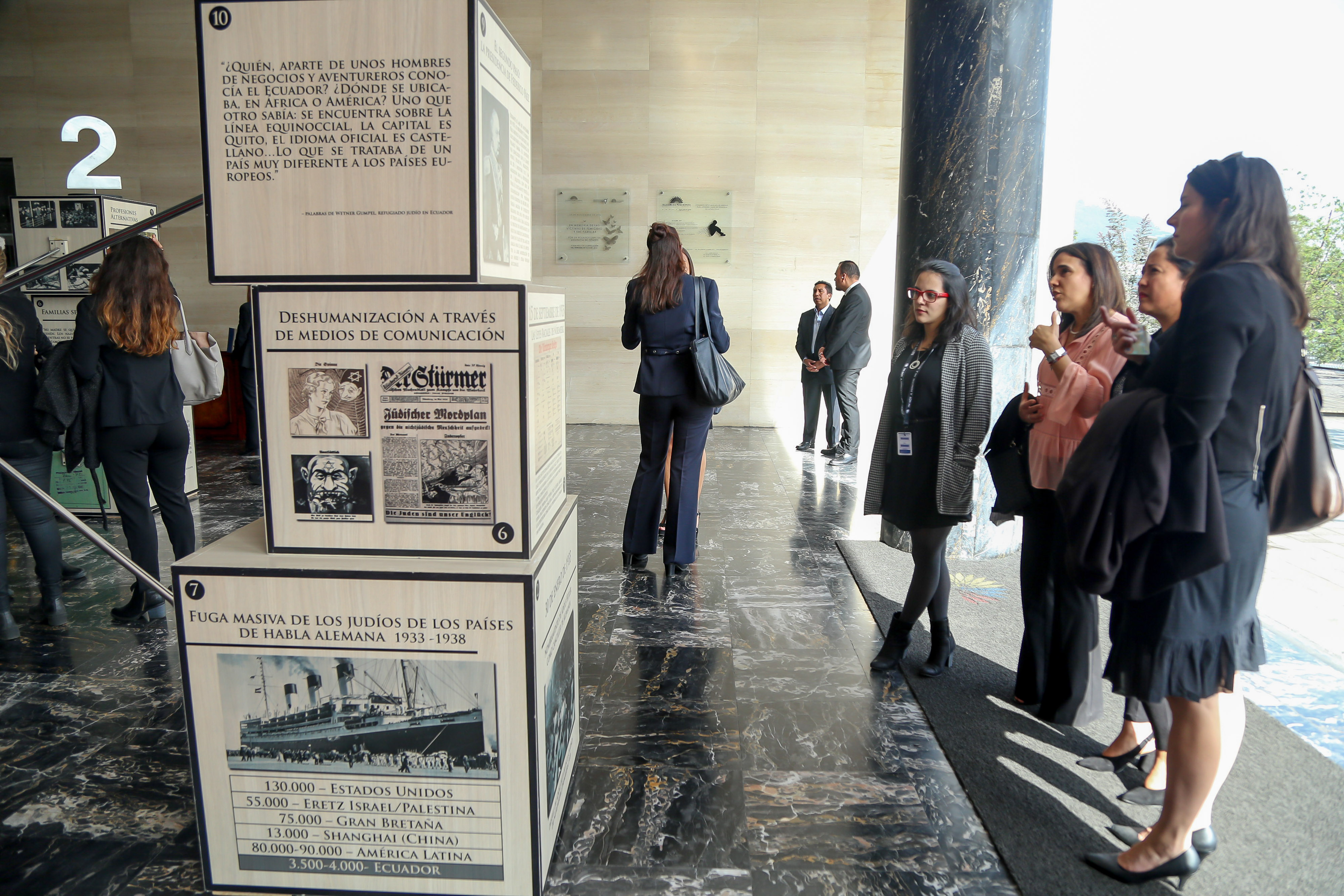
Conmemoración del Día Internacional de las Víctimas del Holocausto, 24 de enero de 2020.

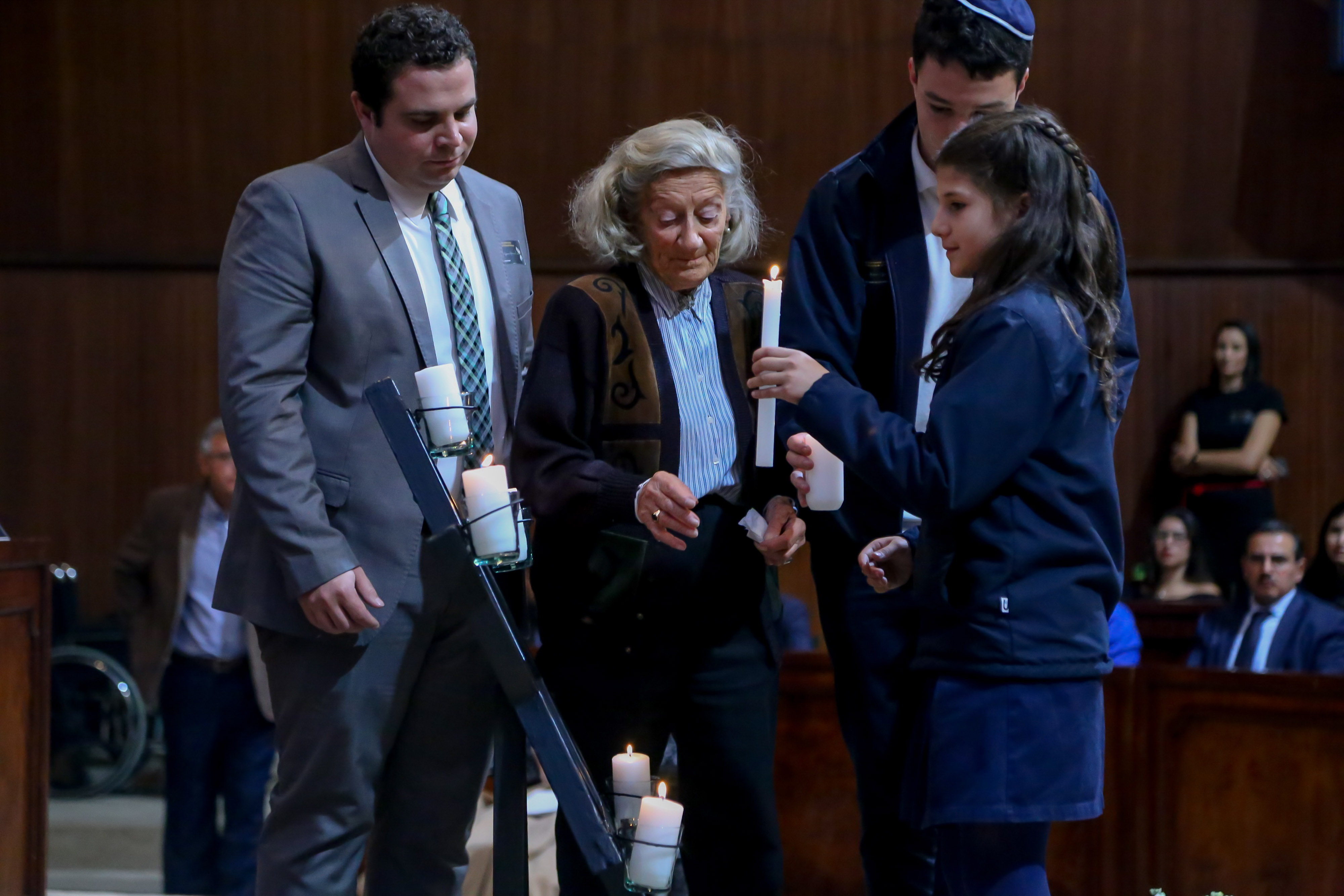
Conmemoración del Día Internacional de las Víctimas del Holocausto, 24 de enero de 2020.

Israel como nación también estableció relaciones internacionales con Ecuador. La influencia fue importante en la década de los sesenta cuando se empezó a adoptar los programas militar agrícolas de tipo Nahal en 1963 con el fin de introducir el uso de fuerzas armadas en tareas agrícolas, especialmente relacionadas con la reforma agraria. Esto se llevaría a cabo después de que los militares llegaran al poder y fue utilizado para mejorar su imagen ante la población. En agradecimiento afirmaron que el Estado de Israel les había mostrado un camino en la organización y filosofía militares con las unidades Nahal, demostrando que las fuerzas armadas pueden ampliar el alcance de sus actividades en beneficio de la población rural con una misión humanitaria.
Entre los inmigrantes judíos que vinieron al Ecuador hubo también profesionales, intelectuales y artistas, algunos de los cuales fueron profesores y escritores. Entre otros Alberto Di Capua, Giorgio Ottolenghi, Dr. Roberto Leví Hoffman padre de Graciela Levi Castillo, Sr. Federico Groepel Leví, Sr. Heriberto Glass, Aldo Mugía, Francisco Breth, Hans Herman, Leopoldo Levy, Paul Engel, Marco Turkel, Enrique Fenter, Benno Weiser, Otto Glass, Egon Fellig y Karl Kohn. También destacó Olga Fisch como difusora de arte popular, Constanza Di Capua, quien haría estudios arqueológicos, antropológicos y de arte colonial. Las familias Pins, Kramer, Leví, Czarninski, no se interesaron por la política, con excepción de Vicente Leví Castillo, quien fue Honorable Diputado del Congreso Nacional del Ecuador por dos ocasiones (1968 - 1970) y anteriormente director general de Minas y Petróleo durante el Gobierno del José María Velasco Ibarra. A él se suma, Pablo Better, ambos pertenecientes a la segunda generación de judíos (este último, que llegó a ser ministro de Economía y presidente del Banco Central del Ecuador).
En la actualidad la comunidad judía ha decrecido quedando aproximadamente menos de 500 judíos en Ecuador.[cita requerida] Más de la mitad de ellos concentradas en Quito y las restantes en su mayor parte en Guayaquil ya que la mayoría emigró hacia otros países donde la población judía es más numerosa como Estados Unidos, Israel; Brasil o Argentina.